# Грб Валиса и Футуне
Грб Валиса и Футуне је званични хералдички симбол француског прекоморског региона Валис и Футуна. 
Грб Валиса и Футуне је у потпуности заснован на незваничној застави коју користе локалне власти за овај регион. Грб има облик француског штита на коме се у доњем десном (хералдичи лијевом) углу налази крст карактеристичан за ова острва. У горем лијевом (хералдички десном) углу је представљена француска застава, као знак лојалности држави. 
Бијели крст, који је карактеристичан за овај дио свијета, има неколико верзија и најчешће се користи онај чије странице подсјећају на троуглове - као на слици.